# Rim Kin
Đây là tên người Campuchia, họ viết trước, tên viết sau: họ là Rim. Tuy vậy, tên người Campuchia hiện đại theo kí tự Latin thường được viết theo thứ tự Tây phương (tên trước họ sau). Ngoài ra, tên còn có thể kèm các danh hiệu tôn xưng phía trước.
Rim Kin (tiếng Khmer: រី ម គីន) (1911-1959) là một nhà văn Campuchia và là một trong những người sáng lập nền văn học Campuchia đương đại. Ông là tác giả của bộ tiểu thuyết đầu tiên Sophat (tiếng Khmer: សូផាត), được xuất bản lần đầu tiên ở Campuchia vào năm 1938, là cuốn tiểu thuyết hiện đại đầu tiên của Campuchia được viết bằng văn xuôi thay cho thể thơ truyền thống. Được dựng thành phim cùng tên năm 1964. Năm 1935, tuần báo Campuchia Ratri Thnai Saur (tiếng Khmer: រាត្រីថ្ងៃសៅរ៍) được thành lập và là nơi đăng loạt truyện hiện đại nhiều kỳ đầu tiên của Kin. Từ năm 1955 đến năm 1957, Kin là chủ tịch đầu tiên của Hội Nhà văn Khmer.

## Tác phẩm chính
- 1938, Rioen Suphat (រឿងសូផាត) ("Truyện Sophat")[1]
- 1943, Samapheavi(សមាភាវី) [5]